# Jonathan Klinsmann
Jonathan Klinsmann [ˈd͡ʒɔˑnə̆θn], [ˈjonatʰaːn] (* 8. April 1997 in München) ist ein amerikanisch-deutscher Fußballtorwart. Seit Februar 2024 spielt er in Italien beim FC Cesena, mit dem ihm im Sommer 2024 der Aufstieg in die Serie B gelang.

## Privatleben
Jonathan Klinsmann ist der Sohn des ehemaligen deutschen Fußballnationalspielers Jürgen Klinsmann und des ehemaligen US-amerikanischen Models Debbie Chin, die väterlicherseits chinesische und mütterlicherseits deutsche und Schweizer Vorfahren hat. Nach seiner Geburt in München am 8. April 1997, während sein Vater beim FC Bayern München spielte, lebte er ab Sommer 1997 ein Jahr in Italien, wo sein Vater bei Sampdoria Genua unter Vertrag stand, und wuchs zusammen mit seiner Schwester nach dem Karriereende seines Vaters ab 1998 in dessen Wahlheimat Newport Beach in Kalifornien auf. Ab 2008 lebte er für ein Jahr wieder in München, als sein Vater Cheftrainer beim FC Bayern München war, und schlug dort erstmals den Weg für eine professionelle Fußballlaufbahn ein. Klinsmann besuchte bis 2015 die Mater Dei High School in Santa Ana und war danach an der University of California, Berkeley eingeschrieben, an der er Kunst studierte. Er besitzt sowohl die US-amerikanische als auch die deutsche Staatsbürgerschaft und ist zweisprachig aufgewachsen, wobei Englisch aber die dominierende Sprache war und er daher laut eigener Aussage aus dem Jahr 2017 nur wenig Deutsch spreche.
Neben Fußball spielte Klinsmann auch Basketball und wurde während seiner Zeit beim FC Bayern München nach einem Probetraining beim deutschen Basketball-Bundesligisten Tigers Tübingen aufgenommen, entschied sich aber letztendlich für den Fußball.

## Karriere

### Vereine

#### Anfänge in Kalifornien und München
Den größten Teil seiner Jugendkarriere verbrachte Jonathan Klinsmann als Stürmer beim FC Blades 96 und bei den Irving Lasers. Erst mit seinem Wechsel zum FC Bayern München wurde er zum Torwart umgeschult. Nach seiner Rückkehr nach Kalifornien wurde er Teil der US Soccer Development Academy und spielte fortan für den Strikers FC (ehemals Irving Strikers). Parallel dazu spielte er von 2011 bis 2014 für seine High-School-Mannschaft MDHS Varsity Soccer. In der Saison 2014 absolvierte er 33 Spiele für die Strikers in der Development Academy und erreichte mit der Mannschaft die Final-Four-Runde. Für die Universitätsmannschaft der University of California, Berkeley, die California Golden Bears, bestritt er von 2015 bis 2016 22 Saisonspiele.

#### Erster Profivertrag in Berlin
Nachdem er 2014 ein zehntägiges Probetraining bei den U17- und U19-Mannschaften des VfB Stuttgart absolviert hatte, trainierte Klinsmann zur Vorbereitung auf die U20-Weltmeisterschaft 2017 eine Zeit lang beim VfB Stuttgart II mit. Zudem spielte er nach der WM bei West Ham United und beim FC Everton vor. Nachdem unter anderem Eintracht Braunschweig Interesse an einer Verpflichtung gezeigt hatte, absolvierte der Torwart ab dem 3. Juli 2017 ein zehntägiges Probetraining bei Hertha BSC.
Noch vor Ablauf der zehn Probetage bei Hertha BSC unterzeichnete Klinsmann am 11. Juli 2017 einen bis zum 30. Juni 2019 laufenden Profivertrag. Durch unter anderem den Umstand, dass sein Vater Jürgen seit 2004 Mitglied der Hertha ist, lösten das Training und die anschließende Verpflichtung ein überregional großes Medienecho aus. Zu Beginn seines Engagements in Berlin zog er sich Blessuren an der Patellasehne sowie am Sprunggelenk zu, wodurch er mehrere Wochen ausfiel. Als dritter Torwart hinter Rune Jarstein und Thomas Kraft eingeplant, gab Klinsmann sein Pflichtspieldebüt bei der zweiten Mannschaft der Hertha in der Regionalliga Nordost. Sein erstes und einziges Spiel für die 1. Mannschaft absolvierte der Torwart im letzten Gruppenspiel der UEFA Europa League gegen den Östersunds FK (1:1) am 7. Dezember 2017, wo er einen Elfmeter halten konnte.
Nach Abschluss der Saison 2018/19 verlängerte der Verein den auslaufenden Vertrag nicht.

#### Wechsel in die Schweiz
Zur Saison 2019/20 nahm der Schweizer Superligist FC St. Gallen Klinsmann für zunächst zwei Jahre unter Vertrag. Dort fungierte er als zweiter Torhüter hinter Dejan Stojanović. Klinsmann kam im Schweizer Cup zu seinem ersten Einsatz, als er am 17. August 2019 beim 4:1-Sieg im Erstrundenspiel gegen den FC Monthey sein Pflichtspieldebüt für den FCSG gab. In der zweiten Runde gegen den FC Winterthur stand Klinsmann erneut in der Startaufstellung und erhielt in der 31. Minute nach einem Foul an Roman Buess die rote Karte; das Spiel ging 0:2 verloren und St. Gallen schied aus. Nach der Saison kam eine Klausel im Vertrag zum Zug, wonach er zu wenige Minuten gespielt habe, um eine Vertragsverlängerung zu begründen. Folglich erfolgte die Trennung vom FC St. Gallen.

#### Rückkehr nach Kalifornien
Ende August 2020 kehrte Klinsmann nach Kalifornien zurück und schloss sich der LA Galaxy in der Major League Soccer an. Dort kam er bis zum Ende der Saison 2020 hinter dem Stammtorwart David Bingham auf 4 MLS-Einsätze. Die LA Galaxy spielte eine schwache Saison und verpasste auf dem 10. Platz der Western Conference den Einzug in die Play-offs.
Nach dem Saisonende gab das Franchise zunächst bekannt, eine Option zur Vertragsverlängerung nicht gezogen zu haben. Mitte Januar 2021 unterzeichnete der 23-Jährige schließlich doch einen neuen Vertrag. Am Ende der Saison 2023 lief sein Vertrag in Los Angeles aus.

#### Wechsel nach Italien
Im Februar 2024 wechselte Klinsmann zum FC Cesena in die italienische Serie C. Dort war er zunächst Ersatztorhüter hinter Matteo Pisseri. Am 24. April kam er am 38. Spieltag zu seinem Pflichtspieldebüt für seinen neuen Verein, der zu dem Zeitpunkt schon sicher als Aufsteiger feststand. Auch in der neuen Saison in der Serie B war Klinsmann zunächst zweiter Torhüter, bevor er ab dem 11. Spieltag zur Nummer eins zwischen den Pfosten befördert wurde.

### Nationalmannschaft
Klinsmann war von 2014 bis 2019 für verschiedene Juniorenmannschaften der Vereinigten Staaten aktiv. Von 2014 bis 2015 gehörte er dem U18-Team an. 2017 nahm er mit der U20-Mannschaft an der Nordamerikameisterschaft teil. Er kam bis auf das unwichtige letzte Gruppenspiel gegen St. Kitts und Nevis in allen Spielen zum Einsatz und wurde nach dem 5:3-Finalsieg im Elfmeterschießen gegen Honduras U20-Nordamerikameister. Er wurde als bester Torwart des Turniers mit dem Goldenen Handschuh ausgezeichnet und in die Mannschaft des Turniers aufgenommen. Zudem qualifizierte man sich für die U-20-Weltmeisterschaft in Südkorea. Klinsmann kam in allen fünf Spielen zum Einsatz; die Mannschaft schied nach der 1:2-Niederlage n. V. im Viertelfinale gegen den späteren Finalisten Venezuela aus dem Turnier aus. Im November 2018 wurde Klinsmann für zwei Freundschaftsspiele gegen Italien und England in den Kader der A-Nationalmannschaft berufen, weil der nominelle dritte Torwart Zack Steffen verletzt abgesagt hatte. Klinsmann kam jedoch nicht zum Einsatz. 2019 spielte er noch einmal in zwei Freundschaftsspielen für die U23-Nationalmannschaft. 

## Erfolge und Auszeichnungen

### Verein
- Aufstieg in die Serie B: 2024 (ein Einsatz)

### Nationalmannschaft
- U20-Nordamerikameister: 2017

### Auszeichnungen
- Goldener Handschuh der U20-Nordamerikameisterschaft 2017
- Mitglied der Best XI der U20-Nordamerikameisterschaft 2017